# États dont Élisabeth II était le chef d'État
- Royaumes au moment de sa mort
- Anciens royaumes
- Territoires et dépendances au moment de sa mort[a]
- Anciens territoires, dépendances et protectorats

Les royaumes, territoires et protectorats d'Élisabeth II.
Royaumes au moment de sa mort
Anciens royaumes
Territoires et dépendances au moment de sa mort
Anciens territoires, dépendances et protectorats

Le nombre d'États dont Élisabeth II était le chef d'État a varié pendant ses 70 années de règne, la faisant chef d'État d'un total de trente-deux États indépendants pendant cette période. Élisabeth II est à la fin de son règne le monarque de quinze États, connus en tant que « royaumes du Commonwealth ». Elle a aussi régné comme monarque sur d'autres États depuis leur indépendance jusqu'à l'adoption d'une forme de gouvernement républicaine.

## Histoire

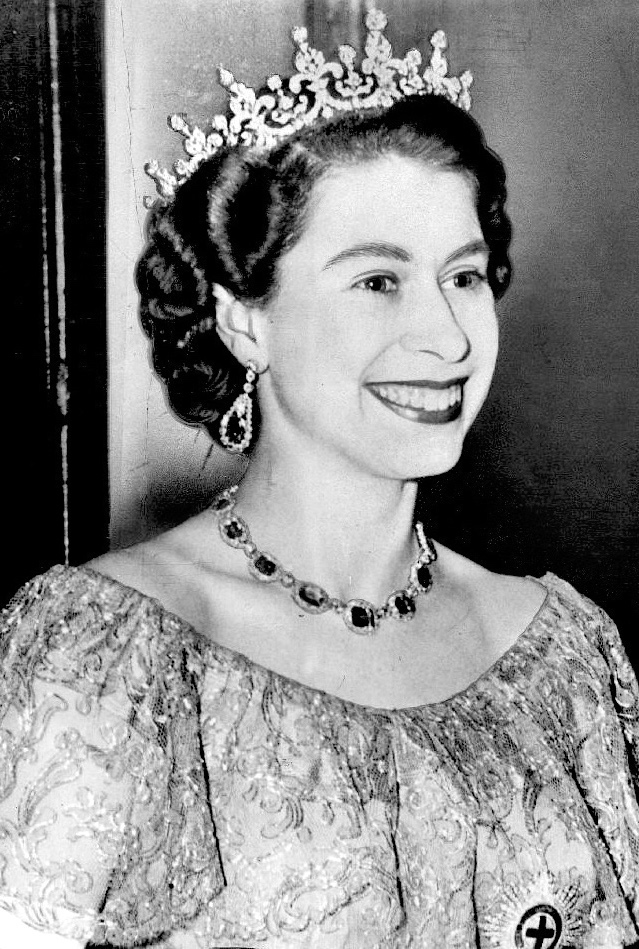
Élisabeth II en 1953.

Devenue reine de sept États souverains du Commonwealth en 1952, dont quatre sont restés sous sa Couronne (l'Australie, le Canada, la Nouvelle-Zélande et le Royaume-Uni), Élisabeth II voit le nombre de ses royaumes fluctuer, au gré des indépendances et des changements de régime, entre 1956 et 2021. À sa mort, elle règne sur quinze États souverains dits « royaumes du Commonwealth ». Il s'agit, en plus des quatre pays sus-cités, d'Antigua-et-Barbuda, des Bahamas, du Belize, de la Grenade, de la Jamaïque, de la Papouasie-Nouvelle-Guinée, de Saint-Christophe-et-Niévès, de Sainte-Lucie, de Saint-Vincent-et-les-Grenadines, des Îles Salomon et des Tuvalu.
En tant que reine du Royaume-Uni (incluant les territoires britanniques d'outre-mer), Élisabeth II est également la reine de trois dépendances de la Couronne dès son accession au trône : Guernesey, Jersey et l'île de Man. En tant que reine de Nouvelle-Zélande, elle est aussi le monarque de deux États associés : les Îles Cook et Niue, après qu'ils ont acquis ce statut, respectivement en 1965 et 1974.
Le gouvernement de l'État non reconnu de Rhodésie proclame son allégeance à Élisabeth II en tant que reine de Rhodésie de 1965 à 1970, mais elle n'accepte ni le rôle ni le titre et ce n'est accepté ou reconnu par aucun autre État.
Les Fidji sont un cas unique : le pays devient une république à la suite du coup d'État de 1987, après quoi le Grand Conseil des Chefs continue de reconnaître Élisabeth II comme Chef suprême des Fidji jusqu'à sa dissolution, le 14 mars 2012. Toutefois, il ne s'agissait que d'un titre honorifique, sans aucun rôle au sein du gouvernement.

## États dontÉlisabethIIétait le chef d'État
| Pays                            | Règne | Règne | Titre officiel | Étendard royal |
| ------------------------------- | ----- | ----- | --- | -------------- |
| Afrique du Sud                  | 1952  | 1961  | Elizabeth the Second, Queen of South Africa and of Her other Realms and Territories, Head of the Commonwealth,. Élisabeth Deux, reine d'Afrique du Sud et de ses autres royaumes et territoires, chef du Commonwealth. | Aucun          |
| Antigua-et-Barbuda              | 1981  | 2022  | Elizabeth the Second, by the Grace of God, Queen of Antigua and Barbuda and of Her other Realms and Territories, Head of the Commonwealth,. Élisabeth Deux, par la grâce de Dieu, reine d'Antigua-et-Barbuda et de ses autres royaumes et territoires, chef du Commonwealth. | Aucun          |
| Australie                       | 1952  | 2022  | Elizabeth the Second, by the Grace of God, Queen of Australia and Her other Realms and Territories, Head of the Commonwealth,. Élisabeth Deux, par la grâce de Dieu, reine d'Australie et de ses autres royaumes et territoires, chef du Commonwealth. |                |
| Bahamas                         | 1973  | 2022  | Elizabeth the Second, by the Grace of God, Queen of the Commonwealth of the Bahamas and of Her other Realms and Territories, Head of the Commonwealth,. Élisabeth Deux, par la grâce de Dieu, reine du Commonwealth des Bahamas et de ses autres royaumes et territoires, chef du Commonwealth. | Aucun          |
| Barbade                         | 1966  | 2021  | Elizabeth the Second, by the Grace of God, Queen of Barbados and of Her other Realms and Territories, Head of the Commonwealth,. Élisabeth Deux, par la grâce de Dieu, reine de la Barbade et de ses autres royaumes et territoires, chef du Commonwealth. |                |
| Belize                          | 1981  | 2022  | Elizabeth the Second, by the Grace of God, Queen of Belize and of Her Other Realms and Territories, Head of the Commonwealth,. Élisabeth Deux, par la grâce de Dieu, reine du Belize et de ses autres royaumes et territoires, chef du Commonwealth. | Aucun          |
| Canada                          | 1952  | 2022  | Elizabeth the Second, by the Grace of God, of the United Kingdom, Canada and Her other Realms and Territories Queen, Head of the Commonwealth, Defender of the Faith. Élizabeth Deux, par la grâce de Dieu, Reine du Royaume-Uni, du Canada et de ses autres royaumes et territoires, Chef du Commonwealth, Défenseur de la Foi. |                |
| Ceylan                          | 1952  | 1972  | Elizabeth the Second, Queen of Ceylon and of Her other Realms and Territories, Head of the Commonwealth,. Élisabeth Deux, reine de Ceylan et de ses autres royaumes et territoires, chef du Commonwealth. | Aucun          |
| Fidji                           | 1970  | 1987  | Elizabeth the Second, by the Grace of God, Queen of Fiji and of Her other Realms and Territories, Head of the Commonwealth,. Élisabeth Deux, par la grâce de Dieu, reine des Fidji et de ses autres royaumes et territoires, chef du Commonwealth. | Aucun          |
| Gambie                          | 1965  | 1970  | Elizabeth the Second, Queen of The Gambia and all Her other Realms and Territories, Head of the Commonwealth. Élisabeth Deux, reine de la Gambie et de ses autres royaumes et territoires, chef du Commonwealth. | Aucun          |
| Ghana                           | 1957  | 1960  | Elizabeth the Second, Queen of Ghana and of Her other Realms and Territories, Head of the Commonwealth,. Élisabeth Deux, reine du Ghana et de ses autres royaumes et territoires, chef du Commonwealth. | Aucun          |
| Grenade                         | 1974  | 2022  | Elizabeth the Second, by the Grace of God, Queen of the United Kingdom of Great Britain and Northern Ireland and of Grenada and Her other Realms and Territories, Head of the Commonwealth. Élisabeth Deux, par la grâce de Dieu, reine du Royaume-Uni de Grande-Bretagne et d'Irlande du Nord et de Grenade et de ses autres royaumes et territoires, chef du Commonwealth. | Aucun          |
| Guyana                          | 1966  | 1970  | Elizabeth the Second, by the Grace of God, Queen of Guyana and of Her other Realms and Territories, Head of the Commonwealth,. Élisabeth Deux, par la grâce de Dieu, reine du Guyana et de ses autres royaumes et territoires, chef du Commonwealth. | Aucun          |
| Jamaïque                        | 1962  | 2022  | Elizabeth the Second, by the Grace of God, Queen of Jamaica and of Her other Realms and Territories, Head of the Commonwealth,. Élisabeth Deux, par la grâce de Dieu, reine de Jamaïque et de ses autres royaumes et territoires, chef du Commonwealth. |                |
| Kenya                           | 1963  | 1964  | Elizabeth the Second, Queen of Kenya and of Her other Realms and Territories, Head of the Commonwealth. Élisabeth Deux, reine du Kenya et de ses autres royaumes et territoires, chef du Commonwealth. | Aucun          |
| Malawi                          | 1964  | 1966  | Elizabeth the Second, by the Grace of God, Queen of Malawi and of Her other Reals and Territories, Head of the Commonwealth,. Élisabeth Deux, par la grâce de Dieu, reine du Malawi et de ses autres royaumes et territoires, chef du Commonwealth. | Aucun          |
| Malte                           | 1964  | 1974  | Elizabeth the Second, by the Grace of God, Queen of Malta and of Her other Realms and Territories, Head of the Commonwealth,. Élisabeth Deux, par la grâce de Dieu, reine de Malte et de ses autres royaumes et territoires, chef du Commonwealth. |                |
| Maurice                         | 1968  | 1992  | Elizabeth the Second, Queen of Mauritius and of Her other Realms and Territories, Head of the Commonwealth,. Élisabeth Deux, reine de Maurice et de ses autres royaumes et territoires, chef du Commonwealth. |                |
| Nigeria                         | 1960  | 1963  | Elizabeth the Second, by the Grace of God, Queen of Nigeria and of Her other Realms and Territories, Head of the Commonwealth,. Élisabeth Deux, par la grâce de Dieu, reine du Nigeria et de ses autres royaumes et territoires, chef du Commonwealth. | Aucun          |
| Nouvelle-Zélande                | 1952  | 2022  | Elizabeth the Second, by the Grace of God, Queen of New Zealand and Her Other Realms and Territories, Head of the Commonwealth, Defender of the Faith,. Élisabeth Deux, par la grâce de Dieu, reine de Nouvelle-Zélande et de ses autres royaumes et territoires, chef du Commonwealth, défenseur de la Foi. |                |
| Ouganda                         | 1962  | 1963  | Elizabeth the Second, by the Grace of God, Queen of Uganda and of Her other Realms and Territories, Head of the Commonwealth. Élisabeth Deux, par la grâce de Dieu, reine d'Ouganda et de ses autres royaumes et territoires, chef du Commonwealth. | Aucun          |
| Pakistan                        | 1952  | 1956  | Elizabeth the Second, Queen of the United Kingdom and of Her other Realms and Territories, Head of the Commonwealth,. Élisabeth Deux, reine du Royaume-Uni et de ses autres royaumes et territoires, chef du Commonwealth. | Aucun          |
| Papouasie-Nouvelle-Guinée       | 1975  | 2022  | Elizabeth the Second, Queen of Papua New Guinea and Her other Realms and Territories, Head of the Commonwealth,. Élisabeth Deux, reine de Papouasie-Nouvelle-Guinée et de ses autres royaumes et territoires, chef du Commonwealth. | Aucun          |
| Royaume-Uni                     | 1952  | 2022  | Elizabeth the Second, by the Grace of God, Queen of the United Kingdom of Great Britain and Northern Ireland and of Her other Realms and Territories, Head of the Commonwealth, Defender of the Faith. Latin : Elizabeth Secunda Dei Gratia Britanniarum Regnorumque Suorum Ceterorum Regina Consortionis Populorum Princeps Fidei Defensor. Élisabeth Deux, par la grâce de Dieu, reine du Royaume-Uni de Grande-Bretagne et d'Irlande du Nord et de ses autres royaumes et territoires, chef du Commonwealth, défenseur de la Foi. |                |
| Royaume-Uni                     | 1952  | 2022  | Elizabeth the Second, by the Grace of God, Queen of the United Kingdom of Great Britain and Northern Ireland and of Her other Realms and Territories, Head of the Commonwealth, Defender of the Faith. Latin : Elizabeth Secunda Dei Gratia Britanniarum Regnorumque Suorum Ceterorum Regina Consortionis Populorum Princeps Fidei Defensor. Élisabeth Deux, par la grâce de Dieu, reine du Royaume-Uni de Grande-Bretagne et d'Irlande du Nord et de ses autres royaumes et territoires, chef du Commonwealth, défenseur de la Foi. |                |
| Saint-Christophe-et-Niévès      | 1983  | 2022  | Elizabeth the Second, by the Grace of God, Queen of Saint Christopher and Nevis and of Her other Realms and Territories, Head of the Commonwealth. Élisabeth Deux, par la grâce de Dieu, reine de Saint-Christophe-et-Niévès et de ses autres royaumes et territoires, chef du Commonwealth. | Aucun          |
| Sainte-Lucie                    | 1979  | 2022  | Elizabeth the Second, by the Grace of God, Queen of Saint Lucia and of Her other Realms and Territories, Head of the Commonwealth. Élisabeth Deux, par la grâce de Dieu, reine de Sainte-Lucie et de ses autres royaumes et territoires, chef du Commonwealth. | Aucun          |
| Saint-Vincent-et-les-Grenadines | 1979  | 2022  | Elizabeth the Second, by the Grace of God, Queen of Saint Vincent and the Grenadines and of Her other Realms and Territories, Head of the Commonwealth. Élisabeth Deux, par la grâce de Dieu, reine de Saint-Vincent-et-les-Grenadines et de ses autres royaumes et territoires, chef du Commonwealth. | Aucun          |
| Sierra Leone                    | 1961  | 1971  | Elizabeth the Second, Queen of Sierra Leone and of Her Other Realms and Territories, Head of the Commonwealth,. Élisabeth Deux, reine de Sierra Leone et de ses autres royaumes et territoires, chef du Commonwealth. |                |
| Îles Salomon                    | 1978  | 2022  | Elizabeth the Second, by the Grace of God, Queen of Solomon Islands and of Her other Realms and Territories, Head of the Commonwealth,. Élisabeth Deux, par la grâce de Dieu, reine des Îles Salomon et de ses autres royaumes et territoires, chef du Commonwealth. | Aucun          |
| Tanganyika                      | 1961  | 1962  | Elizabeth the Second, Queen of Tanganyika and of Her Other Realms and Territories, Head of the Commonwealth,. Élisabeth Deux, reine du Tanganyika et de ses autres royaumes et territoires, chef du Commonwealth. | Aucun          |
| Trinité-et-Tobago               | 1962  | 1976  | Elizabeth the Second, by the Grace of God, Queen of Trinidad and Tobago and of Her other Realms and Territories, Head of the Commonwealth,. Élisabeth Deux, par la grâce de Dieu, reine de Trinité-et-Tobago et de ses autres royaumes et territoires, chef du Commonwealth. |                |
| Tuvalu                          | 1978  | 2022  | Elizabeth the Second, by the Grace of God, Queen of Tuvalu and of Her other Realms and Territories, Head of the Commonwealth,. Élisabeth Deux, par la grâce de Dieu, reine des Tuvalu et de ses autres royaumes et territoires, chef du Commonwealth. | Aucun          |

## Frise chronologique
Avec 70 ans de règne, Élisabeth II détient le record de longévité sur le trône britannique et est l'un des monarques ayant régné le plus longtemps. Elle a ainsi été le chef d'État de trente-deux royaumes du Commonwealth différents entre 1952 et 2022, représentés sur la frise chronologique ci-dessous :

## Monnaies à l'effigie d'ÉlisabethII
Le portrait de la souveraine a orné les pièces de monnaie et les billets de banque d'un grand nombre de ses royaumes. Durant son règne, Élisabeth II a été représentée sur trente-trois monnaies nationales différentes, la faisant entrer dans le Livre Guinness des records au titre du « plus grand nombre de monnaies représentant la même personne ».
Bien que certains pays l'aient retiré après avoir obtenu leur indépendance du Royaume-Uni, le portrait d'Élisabeth II est encore présent à la date de sa mort sur les monnaies d'une dizaine d'États souverains, ainsi que sur les devises des territoires britanniques d'outre-mer et des dépendances de la Couronne (soit un total de vingt-deux monnaies),.
Son image est notamment présente sur la totalité des billets de banque en livres sterling, le billet de 20 dollars canadien, le billet de 20 dollars néo-zélandais et le billet de 5 dollars australien. Elle se trouve également sur des billets et des pièces émis par la Banque centrale des Caraïbes orientales, l'autorité monétaire d'Anguilla, d'Antigua-et-Barbuda, de la Dominique, de la Grenade, de Montserrat, de Saint-Christophe-et-Niévès, de Sainte-Lucie et de Saint-Vincent-et-les-Grenadines.
En outre, le Belize et les Îles Salomon étaient les seuls pays ayant une représentation exclusivement féminine sur leur monnaie, avec un portrait de la reine Élisabeth II sur tous les billets de banque et les pièces de monnaie, au même titre que les îles Caïmans (territoire britannique d'outre-mer) et l'île de Man (dépendance de la Couronne).
D'autres États dont Élisabeth II était le chef d'État ont cessé de faire figurer son portrait sur leur monnaie. La Jamaïque a ainsi supprimé l'image de la reine de ses billets de banque dès son indépendance en 1962, bien que le pays demeure un royaume du Commonwealth. À l'inverse, bien que les Fidji soient une république depuis 1987, tous les billets et les pièces en dollars des Fidji continuent à être émis à l'effigie d'Élisabeth II jusqu'en 2012, date à laquelle son portrait est remplacé par la flore et la faune fidjiennes.

Billet de 10 livres sterling.
Billet de 20 dollars canadien.
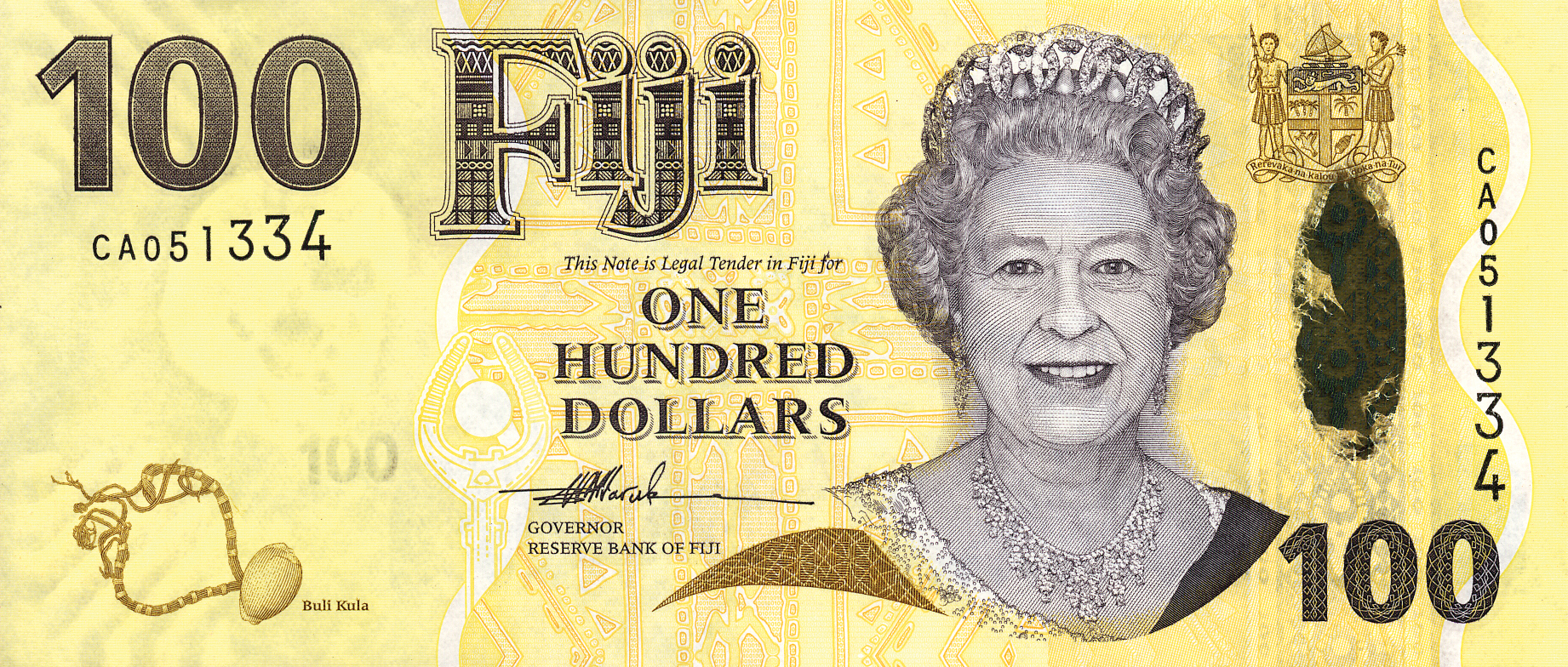
Billet de 100 dollars des Fidji (avant 2012).
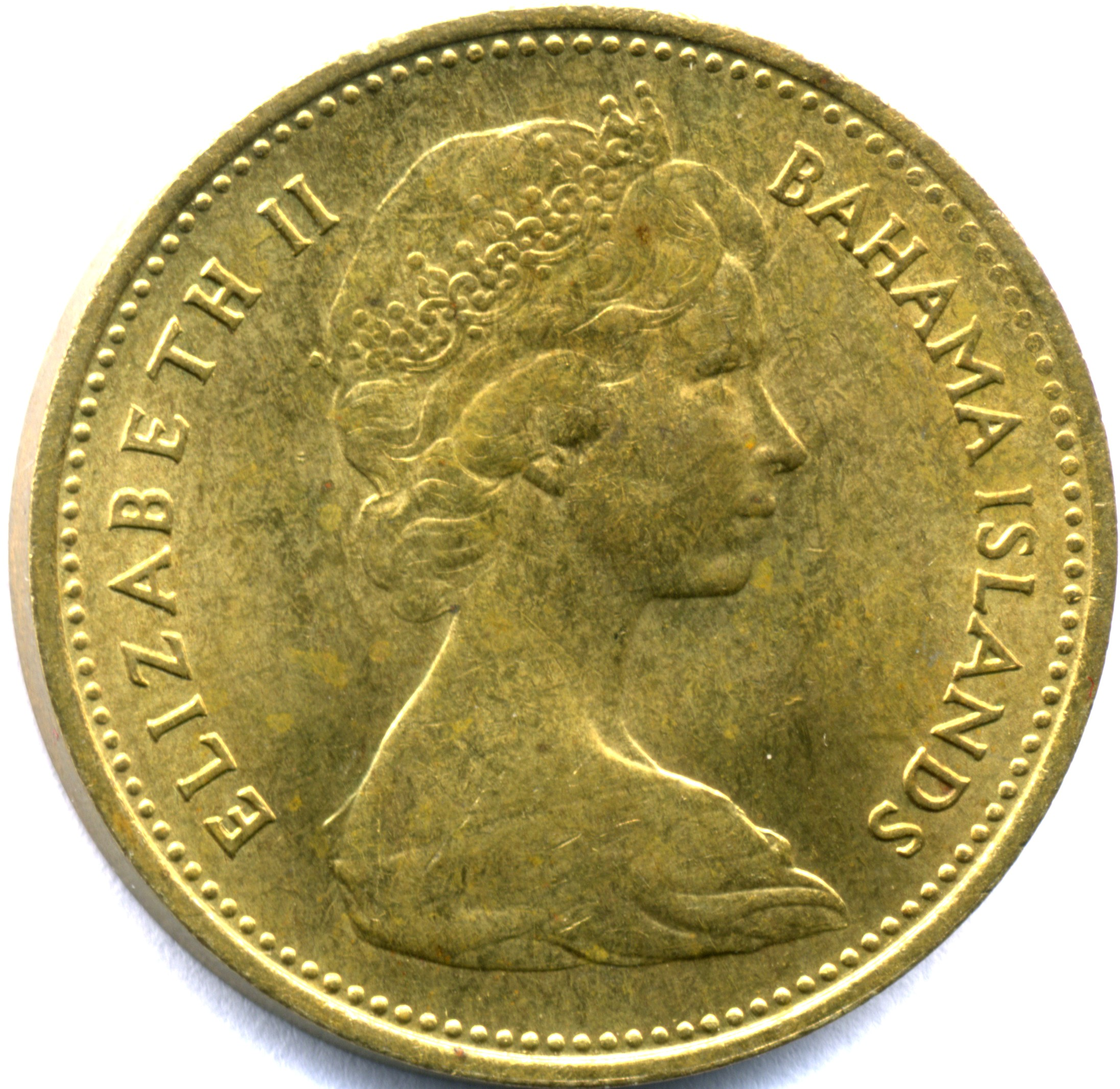
Pièce de 1 cent de dollar bahaméen.
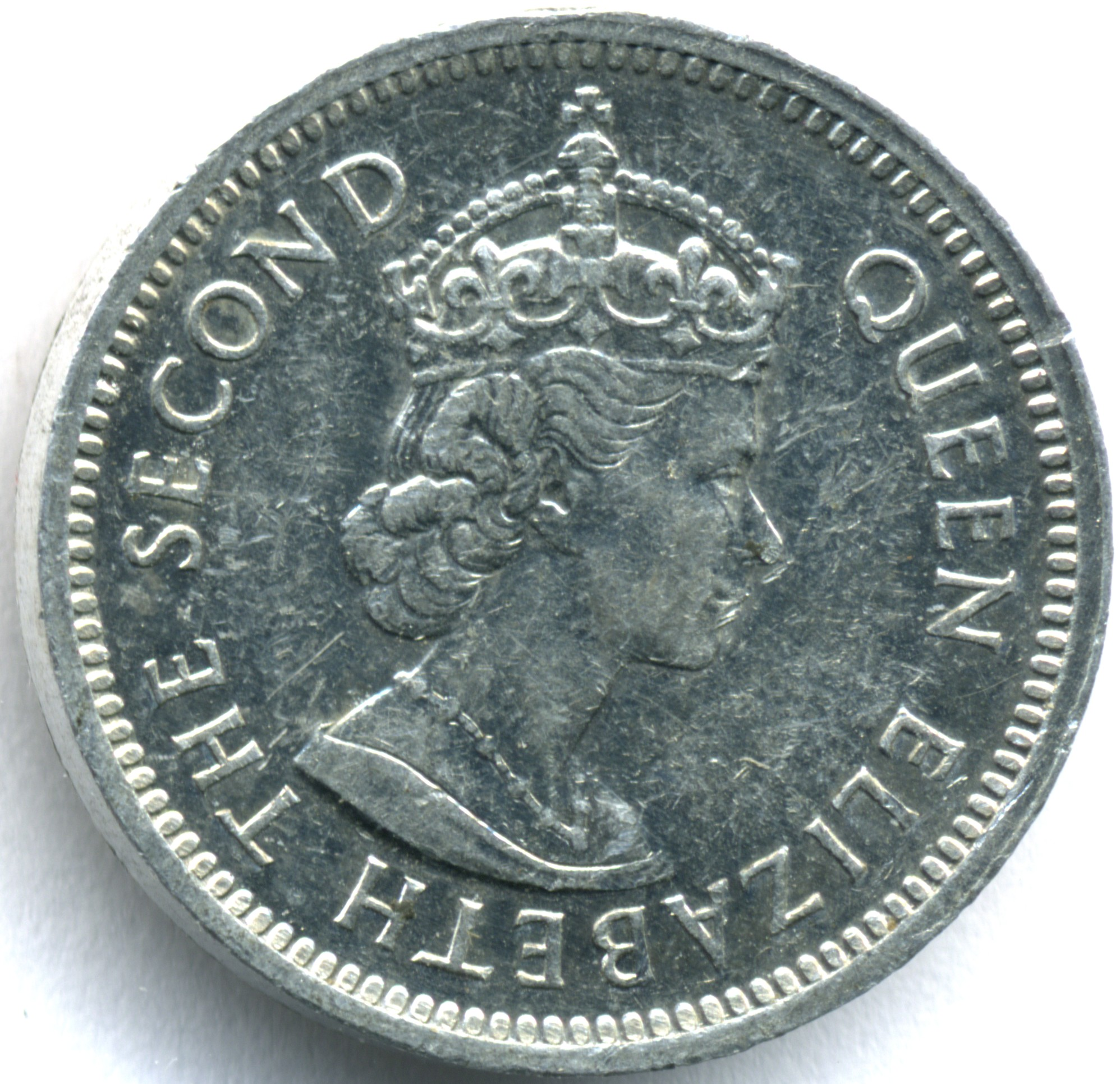
Pièce de 5 cents de dollar bélizien.